# 5584 Izenberg
Az 5584 Izenberg (ideiglenes jelöléssel 1989 KK) a Naprendszer kisbolygóövében található aszteroida. Henry Holt fedezte fel 1989. május 31-én.